# 朱熹写经碑
朱熹写经碑，又名朱子太极石刻，位于中国河北省邯郸市大名县石刻博物馆内。1982年7月23日，公布为大名县的一个省级文物保护单位，类型为石刻。
南宋乾道三年（1167年），由朱熹撰文、书丹，蔡元定刻，立碑于今湖南省长沙市。元朝延祐己未（1319年）废毁。明朝成化年间，大名府督学畿南按照南宋传下的原碑拓片重新翻刻。碑文摘录《易经》中的文字，概括宇宙间变化原理，共111字，每字16厘米×13厘米见方。
碑石为砂石质，高1.8米，宽2.9米，厚0.3米，重4.2吨，座为丰槽角基。最初，此碑镶嵌于大名府学中的明伦堂大殿山墙上。1986年迁至今址。